# Nàhuatl clàssic
El nàhuatl clàssic és el nom donat a la llengua parlada pels mexicas o nahuas de la Vall de Mèxic (com llengua franca de l'antic Imperi mexica) i els novohispans després de la conquesta de Mèxic (com idioma oficial del Virregnat de Nova Espanya). Va continuar parlant-se durant el període virreinal espanyol a causa de l'estatus que tenia i a les lleis espanyoles que reconeixien (en certa manera) els drets dels “naturals” de parlar la seva pròpia llengua; a més va servir com a llengua de suport per a l'evangelització. El seu ús semiestandarditzat va continuar gairebé fins a mitjan de segle xix, trobant-se documents escrits no només a la Vall de Mèxic, sinó també a Tlaxcala, Pobla, Querétaro, Jalisco i fins i tot Chiapas i Guatemala.
Actualment és considerada una llengua morta, encara que existeixen parlants que s'han acurat per aprendre la llengua mexicana clàssica, principalment comunitats d'historiadors, investigadors i escriptors que no tenen aquest idioma com a llengua materna, a diferència dels parlants nadius de diverses zones del país. A més, pel ric llegat de documents existents escrits durant el període virreinal, es pot considerar que segueix viva a través d'ells, de la mateixa manera que ho està el llatí.

## Història
Durant el Període Postclàssic, el nàhuatl s'estava tornant cada cop més refinat a causa de la complexa vida de l'època. Entre els segles XIV i XV, aquesta tendència va créixer, principalment a causa dels destacats autors Tecayehuatzin de Huexotzingo, Temilotzin de Tlatelolco, Nezahualcóyotl i Nezahualpilli de Texcoco. L'interès per la llengua també va créixer, per això es van crear centres per a l'aprenentatge de l'idioma.  D'aquesta forma va néixer la "llengua nàhuatl clàssica" o tecpillahtolli. A causa del seu nom, s'ha cregut popularment que és la llengua mare de totes les variants de l'idioma, cosa que és un error; no totes les variants baixen del nàhuatl clàssic ni tots els documents antics estan escrits en aquest.
Es classifica usualment com una varietat del nàhuatl central, relacionat amb el nàhuatl parlat a Milpa Alta o Texcoco en l'actualitat. La ramificació del nàhuatl ja existia des del segle v, que de mica en mica va anar marcant les seves diferències. Cap a l'any 1000 dC ja existia l'oposició entre nàhuatl occidental i nàhuatl oriental, i hi havia una diferenciació en àrees específiques com Centreamèrica, Costa del Golf o Pobla. L'idioma parlat al voltant de l'any 1500 ja era diferenciat localment, es distingia a un parlant de Tetzcoco d'un de Tenochtitlan, igual que hi havia diferències amb la parla de Chalco, de Tlaxcala, de Tepeyacac (Puebla) o de Cuauhnahuac (Cuernavaca).
A la mateixa capital de l'Imperi mexica, la ciutat de Mexihco-Tenochtitlan, existia variació quant a la parla dels nobles (pipiltin) i la gent comuna (macehualtin); la primera anomenada “tecpillahtolli” (llenguatge culte, elegant) i la segona “macehuallahtolli” (llenguatge vulgar, comú). Aquesta relació és similar a la del llatí clàssic amb el llatí vulgar a l'Imperi Romà. Per tant, els documents escrits durant el període virreinal, encara que tractats com una unitat, representen diferents variants o adaptacions en altres casos (com alguns documents de Jalisco o Guatemala escrits en nàhuatl clàssic). També en aquests és visible com, amb el temps, la llengua va anar canviant per influència de l'espanyol, tant gramaticalment com fonològicament.

## Fonologia
Tant la fonologia del nàhuatl clàssic com del modern s'ha idealitzat i és presentat amb un rigor de pronunciació per mitjà de grafemes simples (a diferència dels lingüístics), quan la realitat és que qualsevol llengua presenta variacions subtils, poques vegades registrades. Per això, el quadre següent mostra la major aproximació possible als fonemes reconstruïts pels especialistes, d'una llengua parlada fa 500 anys.
Consonants
El nàhuatl clàssic empra les següents consonants en AFI:
|                    | Bilabial | Alveolar | Postalveolar | Palatal | Vetllar | Labiovelar | Glotal |
| ------------------ | -------- | -------- | ------------ | ------- | ------- | ---------- | ------ |
| Nasal              | m        | n        |              |         |         |            |        |
| Oclusiva           | p        | t        |              |         | k       | kʷ         | ʔ      |
| Fricativa          |          | s        | ʃ            |         |         |            |        |
| Africada           |          | t͡s       | t͡ʃ           |         |         |            |        |
| Africada lateral   |          | t͡ɬ       |              |         |         |            |        |
| Aproximant lateral |          | l        |              |         |         |            |        |
| Semiconsonant      |          |          |              | j       |         | w          |        |

Vocals
|         | Anterior | Posterior |
| ------- | -------- | --------- |
| Tancada | i, iː    | o, oː     |
| Mitjana | e, eː    | o, oː     |
| Oberta  | a, aː    | a, aː     |

## Escriptura

### Escriptura mexica

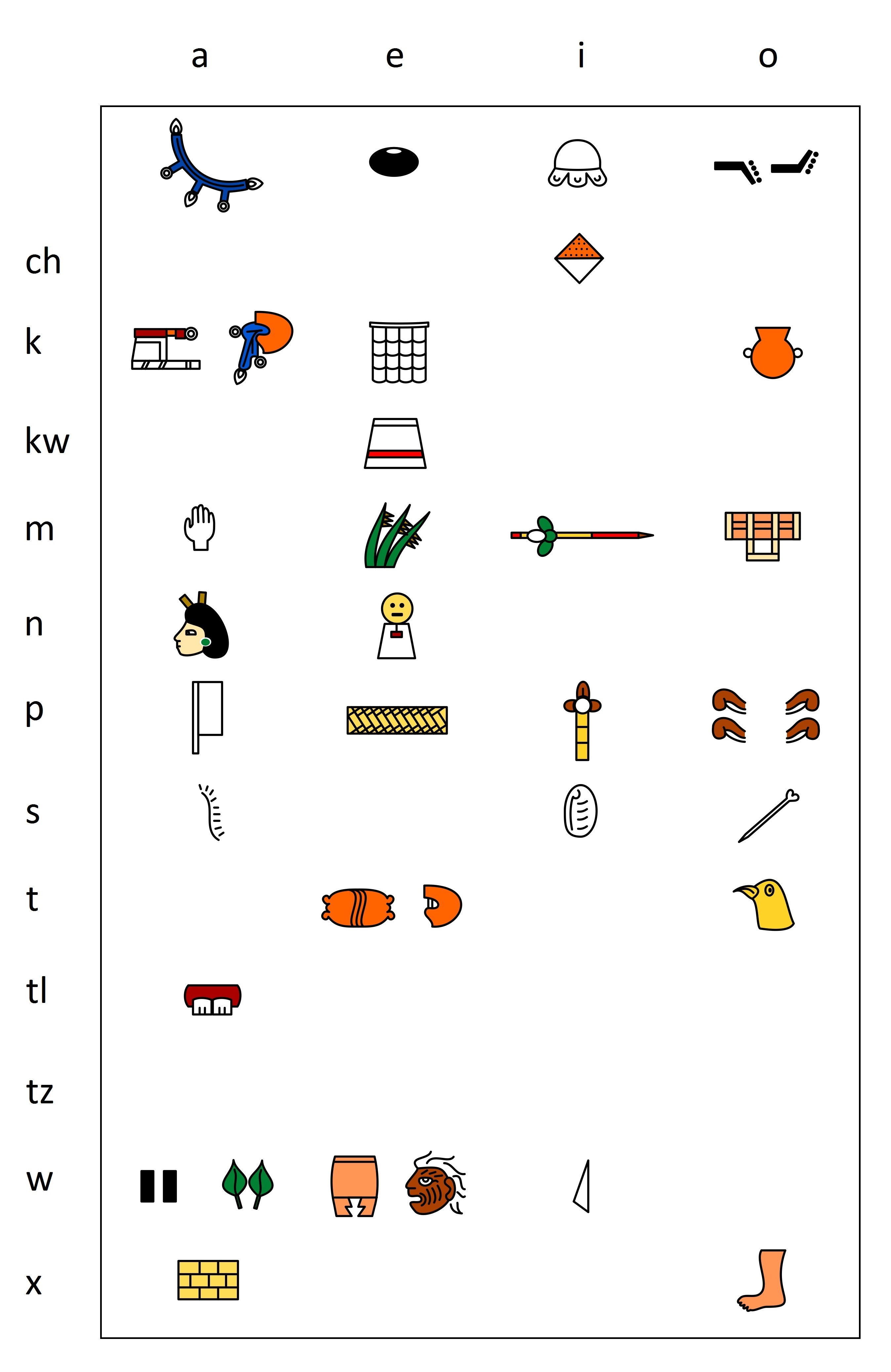
Sil·labari Mexica a l'AFI d'acord amb Lacadena i Wichmann.

Els tlacuilos (escribes), macehuallis (camperols) i pochtecas (comerciants) utilitzaven l'escriptura mexica per escriure i utilitzar els còdexs topogràfics i els catecismes testerians, de desxiframent recent. La literatura mexica es registrava en amoxtli en pell de cérvol, paper de maguey, paper de palmell (izotl) o paper amate. El paper amate s'utilitzava de manera extensiva amb finalitats religioses i comercials (superfície d'escriptura, articles rituals, documents de transaccions econòmiques, registres d'inventaris, etc.). Entre els documents més coneguts fets amb paper amate es troben el Còdex Fejérváry-Mayer, el Còdex Borgia i el Còdex de Dresden.
L'existència de logogrames han estat documentats des de la conquesta. Recentment, l'aspecte fonètic del seu sistema d'escriptura ha estat descobert, encara que molts dels caràcters sil·làbics ja havien estat documentats des del segle XVI per Bartolomé de las Casas i analitzats almenys des de 1888 per Zelia Nuttall i Aubin el 1885. Hi ha símbols convencionals per a les síl·labes i logogrames, els quals actuen com a símbols de paraules o en referència al seu rebus. L'escriptura logosil·làbica apareix en escultures, com la Pedra de Tízoc, i en objectes pintats, com en el cas dels còdexs.
Els catecismes testerians són documents que van ser utilitzats en l'evangelització a la Nova Espanya, que es caracteritzen per explicar els preceptes de la doctrina catòlica a través d'imatges basades en convencions indígenes prèvies a la Conquesta de Mèxic i incorporant algunes vegades escriptura occidental en castellà i altres llengües. Deuen el seu nom a Jacobo de Testera (o Jacobo de Tastera), religiós que va recopilar catecismes d'aquest tipus dels seus autors indígenes.

### Alfabet llatí
L'escriptura de l'idioma nàhuatl amb caràcters llatins està lligada al desenvolupament de l'escriptura del castellà. Hi ha hagut una evolució de l'ortografia clàssica des de l'arribada dels espanyols fins a l'actualitat. Per això gairebé sempre s'han vist mirallejades les regles d'un idioma sobre l'altre. A aquesta forma d'escriure el mexicà se'n diu "escriptura tradicional”. A partir dels anys 30 va començar una valorització de la llengua de manera fonològica i es va buscar escriure-la i reglamentar-la amb base a les seves pròpies característiques, cosa que alguns anomenen “escriptura moderna” que pot ser vist com un sistema millorat d'escriptura. L'escriptura moderna té molt més ús en les variants modernes que en el clàssic.
Mentre el sistema tradicional considera, per exemple, tlanextiliztli (llum, claredat) com una successió de CCV-CVC-CV-CVC-CCV, on hi ha a l'inici una síl·laba amb dos consonants, i les marcades en negretes una successió de tres consonants; la realitat nahua considera que /tɬ/ o /ƛ/ és una consonant (i no dues), per la qual cosa la seva pronunciació és fluida i clara. Aquesta consonant sol ser mal pronunciada fins i tot per comunicadors que apliquen les regles de l'espanyol en pronunciar tlacatl, que separen les consonants al final i sona tla-ca-tl (CV-CV-CC), sent que s'ha de pronunciar com un espetec en una sola emissió de veu (CV-CVC).
El mateix sistema tradicional en qüestió fonològica, en pronunciar una paraula com ahuehuetl (se sent aueuetl) el considera un pentàton (cosa inexistent en castellà), és a dir, una reunió de cinc vocals, AUEUE-. Quan la realitat nahua ho veu com tres síl·labes: a-we-wetl (V-CV-CVC) en considerar el fonema /hu/ = /w/ com una consonant (tècnicament una semiconsonant).

### Ortografies més comunes
Al quadre següent es presenten els fonemes i grafemes del nàhuatl clàssic.
| Lletres de les ortografies més usades en nàhuatl clàssic | Lletres de les ortografies més usades en nàhuatl clàssic | Lletres de les ortografies més usades en nàhuatl clàssic | Lletres de les ortografies més usades en nàhuatl clàssic | Lletres de les ortografies més usades en nàhuatl clàssic | Lletres de les ortografies més usades en nàhuatl clàssic | Lletres de les ortografies més usades en nàhuatl clàssic | Lletres de les ortografies més usades en nàhuatl clàssic | Lletres de les ortografies més usades en nàhuatl clàssic | Lletres de les ortografies més usades en nàhuatl clàssic | Lletres de les ortografies més usades en nàhuatl clàssic | Lletres de les ortografies més usades en nàhuatl clàssic | Lletres de les ortografies més usades en nàhuatl clàssic | Lletres de les ortografies més usades en nàhuatl clàssic | Lletres de les ortografies més usades en nàhuatl clàssic | Lletres de les ortografies més usades en nàhuatl clàssic | Lletres de les ortografies més usades en nàhuatl clàssic | Lletres de les ortografies més usades en nàhuatl clàssic | Lletres de les ortografies més usades en nàhuatl clàssic | Lletres de les ortografies més usades en nàhuatl clàssic | Lletres de les ortografies més usades en nàhuatl clàssic | Lletres de les ortografies més usades en nàhuatl clàssic | Lletres de les ortografies més usades en nàhuatl clàssic | Lletres de les ortografies més usades en nàhuatl clàssic | Lletres de les ortografies més usades en nàhuatl clàssic | Lletres de les ortografies més usades en nàhuatl clàssic | Lletres de les ortografies més usades en nàhuatl clàssic | Lletres de les ortografies més usades en nàhuatl clàssic | Lletres de les ortografies més usades en nàhuatl clàssic | Lletres de les ortografies més usades en nàhuatl clàssic | Lletres de les ortografies més usades en nàhuatl clàssic | Lletres de les ortografies més usades en nàhuatl clàssic | Lletres de les ortografies més usades en nàhuatl clàssic | Lletres de les ortografies més usades en nàhuatl clàssic | Lletres de les ortografies més usades en nàhuatl clàssic | Lletres de les ortografies més usades en nàhuatl clàssic |
| -------------------------------------------------------- | -------------------------------------------------------- | -------------------------------------------------------- | -------------------------------------------------------- | -------------------------------------------------------- | -------------------------------------------------------- | -------------------------------------------------------- | -------------------------------------------------------- | -------------------------------------------------------- | -------------------------------------------------------- | -------------------------------------------------------- | -------------------------------------------------------- | -------------------------------------------------------- | -------------------------------------------------------- | -------------------------------------------------------- | -------------------------------------------------------- | -------------------------------------------------------- | -------------------------------------------------------- | -------------------------------------------------------- | -------------------------------------------------------- | -------------------------------------------------------- | -------------------------------------------------------- | -------------------------------------------------------- | -------------------------------------------------------- | -------------------------------------------------------- | -------------------------------------------------------- | -------------------------------------------------------- | -------------------------------------------------------- | -------------------------------------------------------- | -------------------------------------------------------- | -------------------------------------------------------- | -------------------------------------------------------- | -------------------------------------------------------- | -------------------------------------------------------- | -------------------------------------------------------- | -------------------------------------------------------- |
| a                                                        | c                                                        | ch                                                       | cu, qu                                                   | e                                                        | `, ^                                                     | hu, ho, v                                                | i, i                                                     | l, lh                                                    | m                                                        | n, ~                                                     | o, u                                                     | p                                                        | qu                                                       | t                                                        | tl                                                       | tz, tç                                                   | u, o, v                                                  | x                                                        | i, i                                                     | z, ç                                                     |                                                          |                                                          |                                                          |                                                          |                                                          |                                                          |                                                          |                                                          |                                                          |                                                          |                                                          |                                                          |                                                          |                                                          |                                                          |
| a                                                        | c                                                        | ch                                                       | cu                                                       | e                                                        | h                                                        | hu                                                       | i                                                        | l                                                        | m                                                        | n                                                        | o                                                        | p                                                        | qu                                                       | t                                                        | tl                                                       | tz                                                       | u                                                        | x                                                        | i                                                        | z                                                        |                                                          |                                                          |                                                          |                                                          |                                                          |                                                          |                                                          |                                                          |                                                          |                                                          |                                                          |                                                          |                                                          |                                                          |                                                          |
| Valors fonètics                                          |                                                          |                                                          |                                                          |                                                          |                                                          |                                                          |                                                          |                                                          |                                                          |                                                          |                                                          |                                                          |                                                          |                                                          |                                                          |                                                          |                                                          |                                                          |                                                          |                                                          |                                                          |                                                          |                                                          |                                                          |                                                          |                                                          |                                                          |                                                          |                                                          |                                                          |                                                          |                                                          |                                                          |                                                          |                                                          |
| a                                                        | k                                                        | tʃ                                                       | kʷ                                                       | e                                                        | ʔ                                                        | w                                                        | i                                                        | l                                                        | m                                                        | n                                                        | o                                                        | p                                                        | k                                                        | t                                                        | tΡɬ                                                      | tΡs                                                      | w                                                        | ʃ                                                        | j                                                        | s                                                        |                                                          |                                                          |                                                          |                                                          |                                                          |                                                          |                                                          |                                                          |                                                          |                                                          |                                                          |                                                          |                                                          |                                                          |                                                          |

El segon alfabet presenta les característiques següents:
1. Les vocals llargues s'escriuen amb una màcron sobre la vocal: ā, ē, ī, ō.
2. El fonema /k/ s'escriu <c> davant /a, o/ i s'escriu <qu> davant /e, i/; i igualment /s/ s'escriu <z> davant /a, o/ i <c> davant /e,i/.
3. El fonema /w/ s'escriu com a hu- o -uh segons fos abans o després de vocal.
4. /kʷ/ s'escriu <cu->, <qu-> o <-uc> segons sigui abans o després de vocal.

## Literatura
Es conserven escrits amb pretensions literàries previs a la conquesta de Mèxic, els més coneguts són els de Nezahualcóyotl (1402-1472), tlahtoani de Tezcoco i que va escriure nombrosos poemes; el fill de Nezahualcóyotl, Nezahualpilli (1464-1515) també va cultivar la literatura. Altres autors del període precolonial van ser Macuilxochitzin, Tlaltecatzin de Cuauhchinanco i Cuacuatzin de Tepechpan.
De l'època virreinal una de les obres més importants és el relat conegut com a Nican mopohua (1649) d'Antonio Valeriano. Durant aquesta època, nombrosos clergues, com fra Bernardino de Sahagún, van recopilar un important nombre de llegendes, mites i escrits en aquesta varietat de nàhuatl.

## Frases d'exemple
Ycuac neçico Pelon tomin.
En aquesta estona van aparèixer les monedes del Perú.
Jn tecpilli tlaçòtli, uel tlaçòtli, tlaçòtli yn iiollo.
El noble és estimat, molt estimat, noble de naixement.
Ỹ ichpochnemi ỹ quimana axcã ytlacallaquil ye chiuhcnahui tomin yhuã medio.
Les solteres ara paguen com a tribut nou reals i mig.
Muchi tlacatl itlaço. Aiac itzcuin iuiiaio.
Totes les persones tenen la seva estimació. Ell no és el gos de ningú.
Cuix in, yquac aca omomiquili in àço mohuayolqui in àço, oc çe tlacatl.
Quan algú va morir, potser el seu parent o potser alguna altra persona.
Ynic monotza tecpilpa.
Així es van conversar entre els nobles.